# Herzog von Arcos

Wappen der Herzöge von Arcos

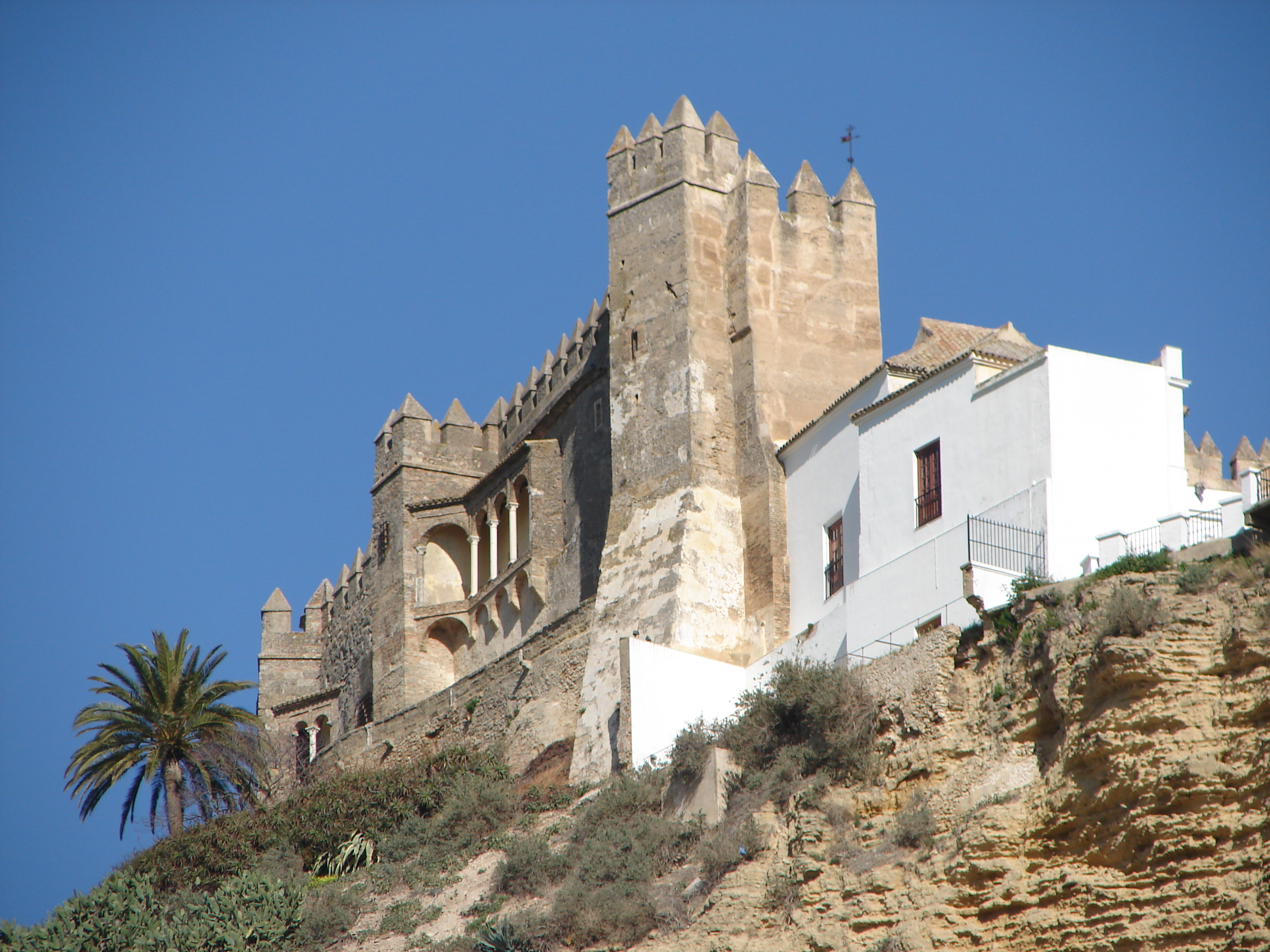
Alte Burg in Arcos de la Frontera

Der spanische Titel Graf von Arcos (bezogen auf Arcos de la Frontera) wurde in der ersten Hälfte des 15. Jahrhunderts Pedro Ponce de León, Herr von Marchena, verliehen. Dessen Urenkel Rodrigo Ponce de León wurde 1493 zum Herzog von Arcos ernannt. Heutiger Titelträger ist Cristina de Ulloa y Solís-Beaumont, (* 1980), seit 2016 XVIII. Herzogin von Arcos, welche auch seit 3. Mai 2022 als erste Frau in dieser Position Vorsitzende der Diputación Permanente y Consejo de la Grandeza de España y Títulos del Reino ist.

## Grafen von Arcos
I. Pedro Ponce de León (III) (* 1365; † 1448), 1429 Graf von Arcos, V. Herr von Marchena etc., I. Graf von Medellín
⚭ María de Ayala Guzmán y Toledo
II. Juan Ponce de León (II) († um 1474), I. Markgraf von Cádiz, VI. Herr von Marchena etc.
⚭ Leonor Núñez
III. Rodrigo Ponce de León (I) (* 1432; † 1492), II. Markgraf und I. Herzog von Cádiz, I. Markgraf von Zahara, VII. Herr von Marchena
IV. Francisca Ponce de León, II. Markgräfin de Zahara, VIII. Herrin von Marchena
⚭ Luis Ponce de León († 1494), V. Herr von Villagarcía
V. Rodrigo Ponce de León (II) (* 1488; † 1530), III. Markgraf von Zahara, I. Herzog von Arcos (1493)

## Herzöge von Arcos

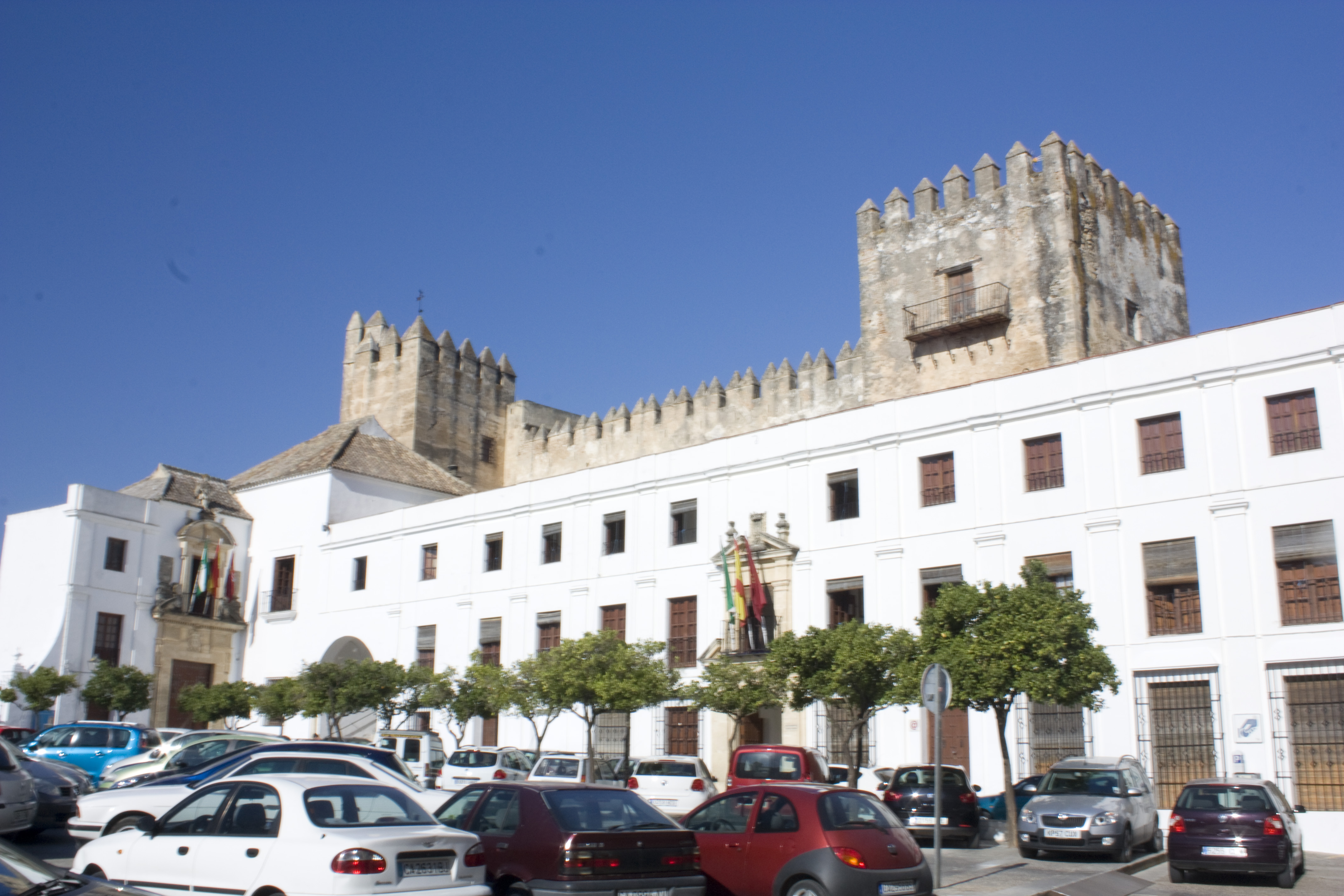
Herzogliches Schloss Arcos

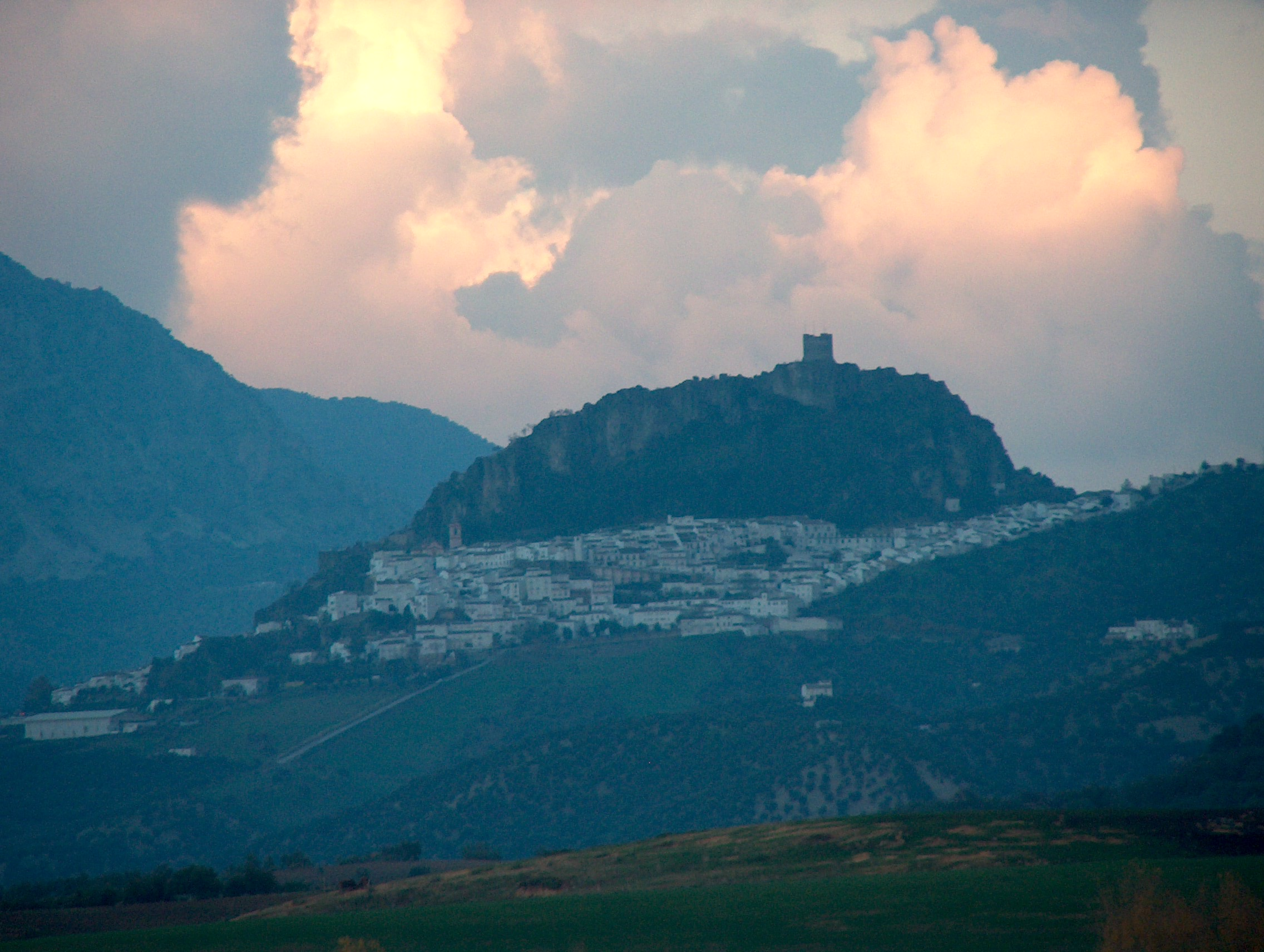
Zahara de la Sierra

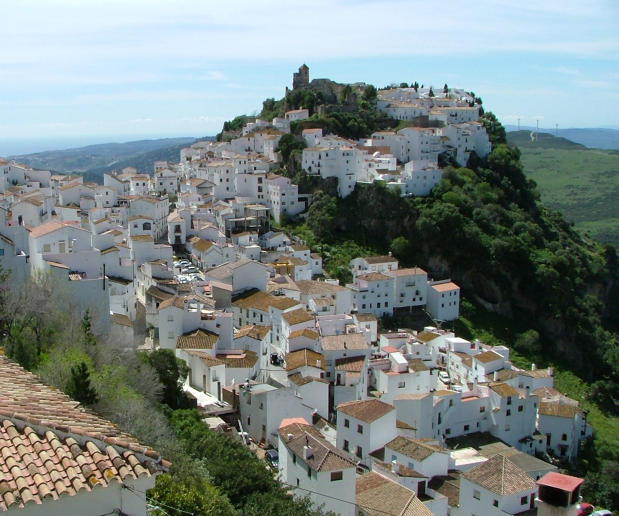
Casares

I. Rodrigo Ponce de León (II), V. Graf von Arcos, 1493 Herzog von Arcos, III. Markgraf von Zahara, I. Graf von Casares
⚭ María Téllez-Girón Lasso de la Vega „la Menor“
II. Luis Cristóbal Ponce de León (* 1512; † 1573), IV. Markgraf von Zahara, II. Graf von Casares etc.
⚭ María de Toledo Figueroa y Córdova, Tochter des III. Grafen von Feria
III. Rodrigo Ponce de León (III) († 1630), Ritter des Ordens vom Goldenen Vlies, V. Markgraf von Zahara, III. Graf von Casares
⚭ Teresa de Zúñiga Mendoza y Aragón, Tochter des V. Herzogs von Béjar
IV. Rodrigo Ponce de León (IV) (* 1602; † 1658), Enkel von III., IV. Herzog von Arcos, Ritter des Ordens vom Goldenen Vlies, VII. Markgraf von Zahara, IV. Graf von Casares, Graf von Bailén etc., Vizekönig von Valencia (1642–1645), Vizekönig von Neapel (1646–1648)
⚭ Ana de Córdova y Aragón, Tochter des V. Herzogs von Segorbe
V. Francisco Ponce de León (I) (* 1632; † 1673, S. P.), IX. Markgraf von Zahara, V. Graf von Casares und Bailén
VI. Manuel Ponce de León (I) (* 1633; † 1693), X. Markgraf von Zahara, III. Markgraf von Villagarcía, VI. Graf von Casares und Bailén etc.
⚭ María Guadalupe de Alencástre Cárdenas Manrique de Lara, V. Herzogin von Aveiro, VIII. Herzogin von Maqueda, Herzogin von Terranova y Ciudad Real, Markgräfin von Elche
VII. Joaquín Ponce de León (I) († 1729), IX. Herzog von Maqueda, Herzog von Terranova, XI. Markgraf von Zahara, Markgraf von Elche und von Villagarcía, VII. Graf von Casares und Bailén etc.
⚭ Ana María Spínola de la Cerda, Tochter des II. Markgrafen von Los Balbases
VIII. Joaquín Ponce de León (II) († 1743), XIV. Herzog von Nájera (1731)
IX. Manuel Ponce de León (II) († 1744), XV. Herzog von Nájera
X. Francisco Ponce de León (II) († 1763), XVI. Herzog von Nájera
XI. Antonio Ponce de León († 1780), XVII. Herzog von Nájera
XII. María Josefa de la Soledad Alfonso-Pimentel de Borja Zúñiga Enríquez Ponce de León etc. (* 1752; † 1834), Ururenkelin von VII., XV. Gräfin und XII. Herzogin von Benavente, XV. Herzogin von Medina de Ríoseco, XIV. Herzogin von Gandía, XII. Herzogin von Béjar
XIII. Pedro de Alcántara Téllez-Girón (* 1810; † 1844), Enkel von XII., XI. Herzog von Osuna, XVI. Graf und XIII. Herzog de Benavente, XVI. Herzog von Medina de Ríoseco, XV. Herzog von Gandía, XIII. Herzog von Béjar, XIII. Herzog von El Infantado, XI. Herzog von Lerma
XIV. Mariano Téllez-Girón (* 1814; † 1882), XII. Herzog von Osuna, XVII. Graf und XIV. Herzog von Benavente, XVII. Herzog von Medina de Ríoseco, XVI. Herzog von Gandía, XIV. Herzog von Béjar, XIV. Herzog von El Infantado, XII. Duque de Lerma
XV. (I) José Ambrosio Bruneti y Gayoso de los Cobos (* 1839), Urenkel von XII., 1890 Herzog von Arcos in Auseinandersetzung mit XV. (II), der sich ebenfalls Herzog von Arcos nannte; ohne Nachkommen
XV. (II) Mariano Téllez-Girón y Fernández de Córdova (* 1887; † 1931), Ururenkel von XII., nannte sich Herzog von Arcos, XVII. Herzog von Gandía, XVI. Graf y XIX. Herzog von Benavente, XIII. Herzog von Uceda, XI. Markgraf von Javalquinto, XVIII. Markgraf von Lombay, XIX. Graf von Ureña etc.
⚭ Petra Herzogin von Estrada und Moreno (* 1900), Tochter des XVIII. Markgrafen von Villapanés
XVI. Angela María Téllez-Girón y Duque de Estrada (* 1925), XVI. Herzogin von Osuna, XXI. Herzogin von Medina de Ríoseco, XVIII. Herzogin von Gandía, XX. Gräfin und XVII. Herzogin von Benavente, XVIII. Herzogin von Plasencia, XIV. Herzogin de Uceda, XII. Markgräfin von Javalquinto, XVI. Herzogin von Peñaranda de Bracamonte und Oropesa, XIX. Markgräfin von Lombay, V. Markgräfin von Jerrando, Frechila und Villarramiel, von Toral und Frómista, XX. Gräfin von Ureña, XIII. Gräfin von Pinto, Fuensalida Alcaudete, la Puebla de Montalbán etc.
⚭ Pedro de Solís-Beaumont y Lasso de la Vega († 1959)
XVII. Angela María de Solís-Beaumont y Téllez-Girón (* 1950), 1973 Herzogin von Arcos durch Verzicht ihrer Mutter, XVIII. Marquesa de Peñafiel
XVIII. Cristina de Ulloa y Solís-Beaumont (* 1980), 2016 Herzogin von Arcos. Seit 3. Mai 2022 als erste Frau in dieser Position Vorsitzende der Diputación Permanente y Consejo de la Grandeza de España y Títulos del Reino.